# باربورا هيرمانوفا
باربورا هيرمانوفا (مواليد 7 نوفمبر 1990) هي لاعبة كرة طائرة شاطئية تشيكية.